# Pachydactylus oshaughnessyi
Pachydactylus oshaughnessyi — вид геконоподібних ящірок родини геконових (Gekkonidae). Мешкає в Південній Африці. Вид названий на честь британського герпетолога Артура О'Шонессі

## Поширення і екологія
Pachydactylus oshaughnessyi мешкають в центрі та на півночі Зімбабве, на заході Мозамбіку, в Малаві і Замбії. Вони живуть в саванах, під валунами, камінням і поваленими деревами. Зустрічаються на висоті від 800 до 1400 м над рівнем моря. Відкладають яйця.